# Инчхе (станция)
Инчхе — железнодорожная станция Северо-Кавказской железной дороги в Дагестане.
Располагается на линии Махачкала — Дербент.